# Surselva (region)

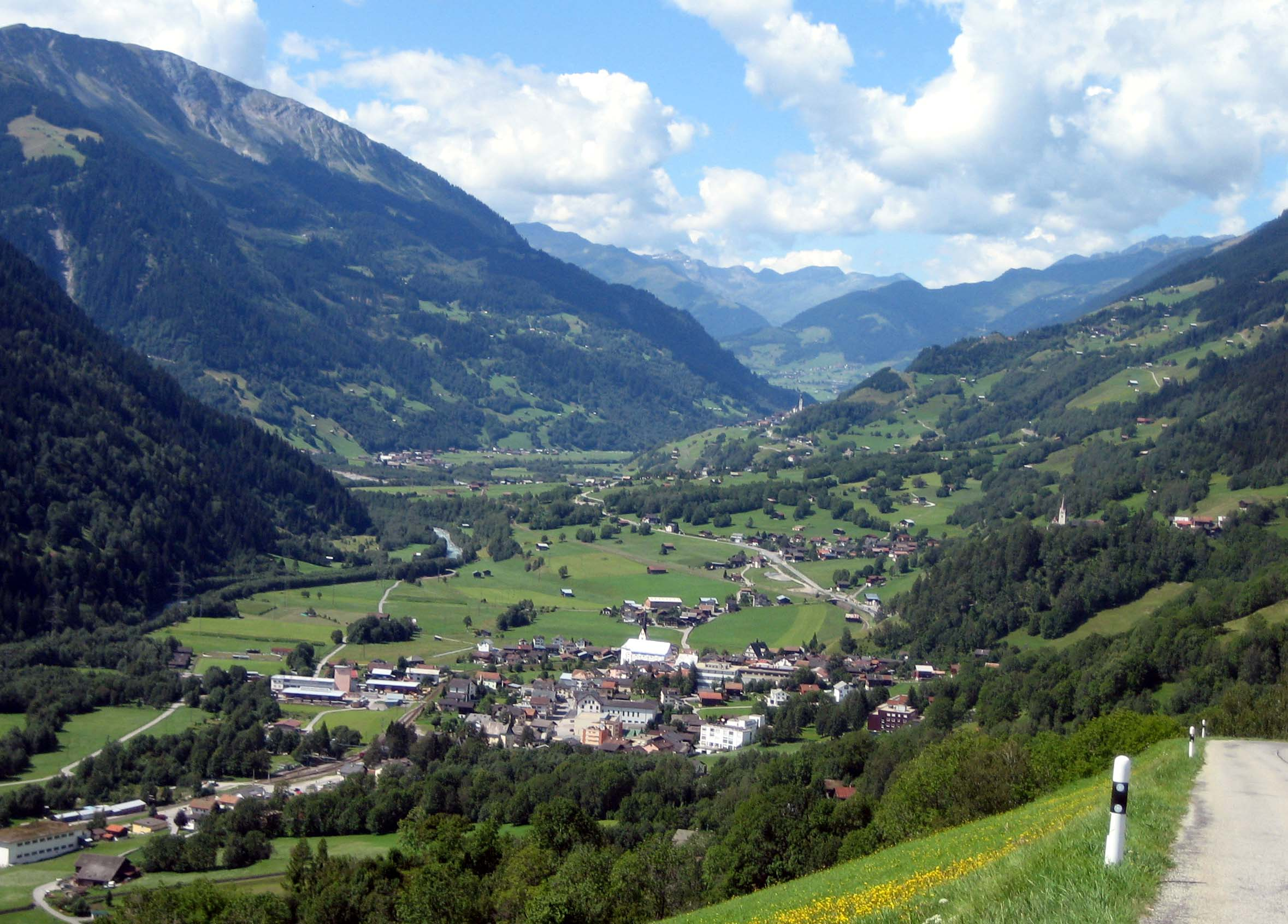
Trun i regionens övre del.

Surselva är den nordvästligaste regionen i den schweiziska kantonen Graubünden. Det omfattar floden Vorderrheins dalgång och dess sidodalar. Övre delen av dalgången, inklusive sidodalar, kallas Cadi. Nedre delen kallas Foppa (Gruob) och har tre större sidodalar som brukar räknas som egna landskap: Val Lumnezia, Valsertal och Safiental. Obersaxen, en före detta kommun på Vorderrheindalens sydsluttning mitt emellan Cadi och Foppa, kan av språkliga och kulturella skäl också skiljas ut som ett område för sig. 
Det rätoromanska namnet Surselva används alltid när man talar om området som administrativ enhet. Som naturgeografiskt område kallas det i tyskspråkiga sammanhang ofta Bündner Oberland, lokalt ofta bara Oberland.

## Språk
Det traditionella språket i merparten av distriktet är det surselviska idiomet av rätoromanska, vilket är det språk skoleleverna undervisas i på låg- och mellanstadiet. Safiental, Valsertal och Obersaxen har dock varit tyskspråkiga ända sedan walser bosatte sig där under senmedeltiden och där är också skolorna tyska. I småstaden Ilanz, regioncentrum med medeltida ursprung, har bägge språken alltid talats. Där är skolan av tradition tyskspråkig, men på senare år har där inrättats även tvåspråkiga klasser, i vilka eleverna undervisas på både tyska och rätoromanska enligt språkbadsmetoden.
De tyskspråkiga har ökat både i absoluta tal och procentuellt. I Foppa med staden Ilanz har numera bara drygt hälften av befolkningen rätoromanska som förstaspråk, även om en betydligt större andel kan tala det till vardags. I Cadi och Lumnezia är fortfarande de allra flesta rätoromanskspråkiga. I hela Surselva hade två tredjedelar rätoromanska som huvudspråk vid senaste folkräkningen (2000).

## Religion
I Safiental och ett stort antal församlingar i Foppa infördes den reformerta läran i kyrkorna från 1525 och åren därefter. I resten av distriktet har katolicismen bibehållits. I Surselva som helhet är katolikerna fem gånger så många som de reformerta.

## Indelning
Distriktet Surselva bildades 2001 genom sammanslagning av de tidigare distrikten Glenner och Vorderrhein samt en del av distriktet Heinzenberg (krets Safien). Det hade då 46 kommuner, varav de flesta var mycket små. Ett stort antal sammanläggningar har genomförts sedan dess, och för närvarande (2020) är antalet kommuner 15.
2016 genomfördes en indelningsreform i kantonen, som innebar att distrikten avskaffades och ersattes av regioner. Kretsarna förlorade sin politiska funktion och kvarstår endast som valkretsar. Kretsen Ruis har helt försvunnit då dess kommuner har inkorporerats i andra kommuner.

## Kommuner
Regionen består av femton kommuner:
| Vapen             | Namn              | Invånare 2023-12-31 | Yta i km² | Krets före 2016 |
| ----------------- | ----------------- | ------------------- | --------- | --------------- |
| Breil/Brigels     | Breil/Brigels     | 1 713               | 96,58     | Cadi            |
| Disentis/Mustér   | Disentis/Mustér   | 2 080               | 90,99     | Cadi            |
| Falera            | Falera            | 627                 | 22,36     | Foppa/Ilanz     |
| Ilanz/Glion       | Ilanz/Glion       | 5 030               | 133,48    | Foppa/Ilanz     |
| Laax              | Laax              | 2 112               | 31,71     | Foppa/Ilanz     |
| Lumnezia          | Lumnezia          | 2 072               | 165,48    | Lumnezia/Lugnez |
| Medel             | Medel (Lucmagn)   | 328                 | 136,22    | Cadi            |
| Obersaxen Mundaun | Obersaxen Mundaun | 1 148               | 70,36     | Foppa/Ilanz     |
| Safiental         | Safiental         | 963                 | 151,42    | Safien          |
| Sagogn            | Sagogn            | 766                 | 6,92      | Foppa/Ilanz     |
| Schluein          | Schluein          | 612                 | 4,79      | Foppa/Ilanz     |
| Sumvitg           | Sumvitg           | 1 079               | 101,88    | Cadi            |
| Trun              | Trun              | 1 154               | 51,90     | Cadi            |
| Tujetsch          | Tujetsch          | 1 171               | 133,91    | Cadi            |
| Vals              | Vals              | 949                 | 175,56    | Lumnezia/Lugnez |